# قطعنامه ۱۶۲۸ شورای امنیت
قطعنامه ۱۶۲۸ شورای امنیت سازمان ملل متحد که در تاریخ ۳۰ سپتامبر ۲۰۰۵ تصویب شد، سندی بین‌المللی دربارهٔ اوضاع در مورد جمهوری دموکراتیک کنگو است. این قطعنامه طی نشست ۵۲۷۲ام با ۱۵ رای موافق، ۰ مخالف و ۰ ممتنع تصویب شد.